# Wendy Holdener
Wendy Holdener (* 12. Mai 1993 in Unteriberg) ist eine Schweizer Skirennfahrerin. Seit 2013 gehört sie der Nationalmannschaft von Swiss-Ski an. Erfolgreich ist sie insbesondere in der Kombination, in der sie in den Saisons 2015/16 und 2017/18 die Disziplinenwertung gewann und in den Jahren 2017 und 2019 Weltmeisterin wurde; sowie im Slalom, in dem sie bislang zwei Siege und insgesamt 38 Weltcup-Podestplätze errang. Bei Olympischen Spielen gewann sie bislang fünf Medaillen (einmal Gold, zweimal Silber und zweimal Bronze).

## Biografie

### Juniorenzeit
Holdener stammt aus Unteriberg im Kanton Schwyz, wo sie auch heute noch lebt. Sie erhielt an der Sportmittelschule Engelberg eine Ausbildung als Hotelfachangestellte.
Die ersten FIS-Rennen bestritt sie im November 2008 im Alter von 15 Jahren. Im Winter 2009/10 fuhr sie auf dieser Stufe regelmässig unter die besten zehn und erzielte im Februar 2010 ihren ersten Sieg. Bei den Juniorenweltmeisterschaften 2010 fuhr sie in der Abfahrt auf den fünften Platz. Auch bei den Schweizer Meisterschaften 2010 verpasste sie als Vierte der Abfahrt nur knapp eine Medaille.
Am Ende dieses Winters war Holdener in der FIS-Weltrangliste die Beste des Jahrgangs 1993 in den Disziplinen Abfahrt, Super-G und Slalom; im Riesenslalom belegte sie den zweiten Platz. Aufgrund dieser Tatsache erhielt sie die Gelegenheit, zusammen mit der Nationalmannschaft das Sommertrainingslager in Neuseeland zu absolvieren. Obwohl sie im Europacup erst vier Rennen bestritten hatte, gab sie am 23. Oktober 2010 in Sölden ihr Debüt im Weltcup. Dabei fuhr sie im Riesenslalom auf den 55. Platz. Etwas mehr als einen Monat später, am 28. November 2010, gewann sie als 18. des Slaloms in Aspen die ersten Weltcuppunkte. Dieses Ergebnis egalisierte sie am 21. Dezember 2010 in Courchevel in derselben Disziplin. Bei den Juniorenweltmeisterschaften 2011 in Crans-Montana gewann Holdener die Goldmedaille in der Kombination, Silber in der Abfahrt und Bronze im Riesenslalom. Diese Erfolge sicherten ihr auch die Nomination für die Weltmeisterschaften 2011 in Garmisch-Partenkirchen, wo sie im Riesenslalom auf Platz 29 fuhr, im Slalom jedoch ausschied.

### Etablierung im Weltcup
Während der Saison 2011/12 erreichte Holdener fünf Top-20-Ergebnisse im Weltcup und den Schweizer Meistertitel in der Super-Kombination. Im April 2012 wurde sie von der Schweizer Sporthilfe zur besten Nachwuchsathletin des Jahres 2011 gekürt. 2012 holte sie am Saisonauftakt in Sölden mit einem 17. Platz ihre ersten Riesenslalom-Weltcuppunkte.
Im Verlaufe der Saison 2012/13 konnte sich Holdener vor allem im Slalom kontinuierlich verbessern und stiess mit mehreren Top-10-Platzierungen in die Weltspitze vor. Bei den Juniorenweltmeisterschaften 2013 gewann sie die Silbermedaille im Mannschaftswettbewerb. Die erste Weltcup-Podestplatzierung gelang ihr am 10. März 2013, als sie beim Slalom von Ofterschwang Zweite wurde.
Nachdem sie bei den Olympischen Winterspielen 2014 sowohl im Slalom als auch Riesenslalom ausgeschieden war, gewann sie mit dem Schweizer Team beim Saisonfinale in Lenzerheide am 14. März 2014 den nur zum Nationencup zählenden Mannschaftsbewerb vor den USA und Österreich. Am 29. Dezember 2014 fuhr Holdener beim Slalom von Kühtai auf Rang drei. Nicht so gut verliefen für sie die Weltmeisterschaften 2015 in den USA, wo sie im Riesenslalom auf Rang 17 kam und in ihrer Spezialdisziplin, dem Slalom, nach Rang 8 im ersten Lauf (1,02 s hinter der führenden Shiffrin und 0,58 s vom Podest entfernt) im zweiten Durchgang ausschied. Jedoch vermochte sie im Schweizer Team am 20. März den Vorjahrserfolg zu wiederholen: In Méribel gelang der Sieg vor Schweden und Österreich.

### Aufstieg an die Weltspitze

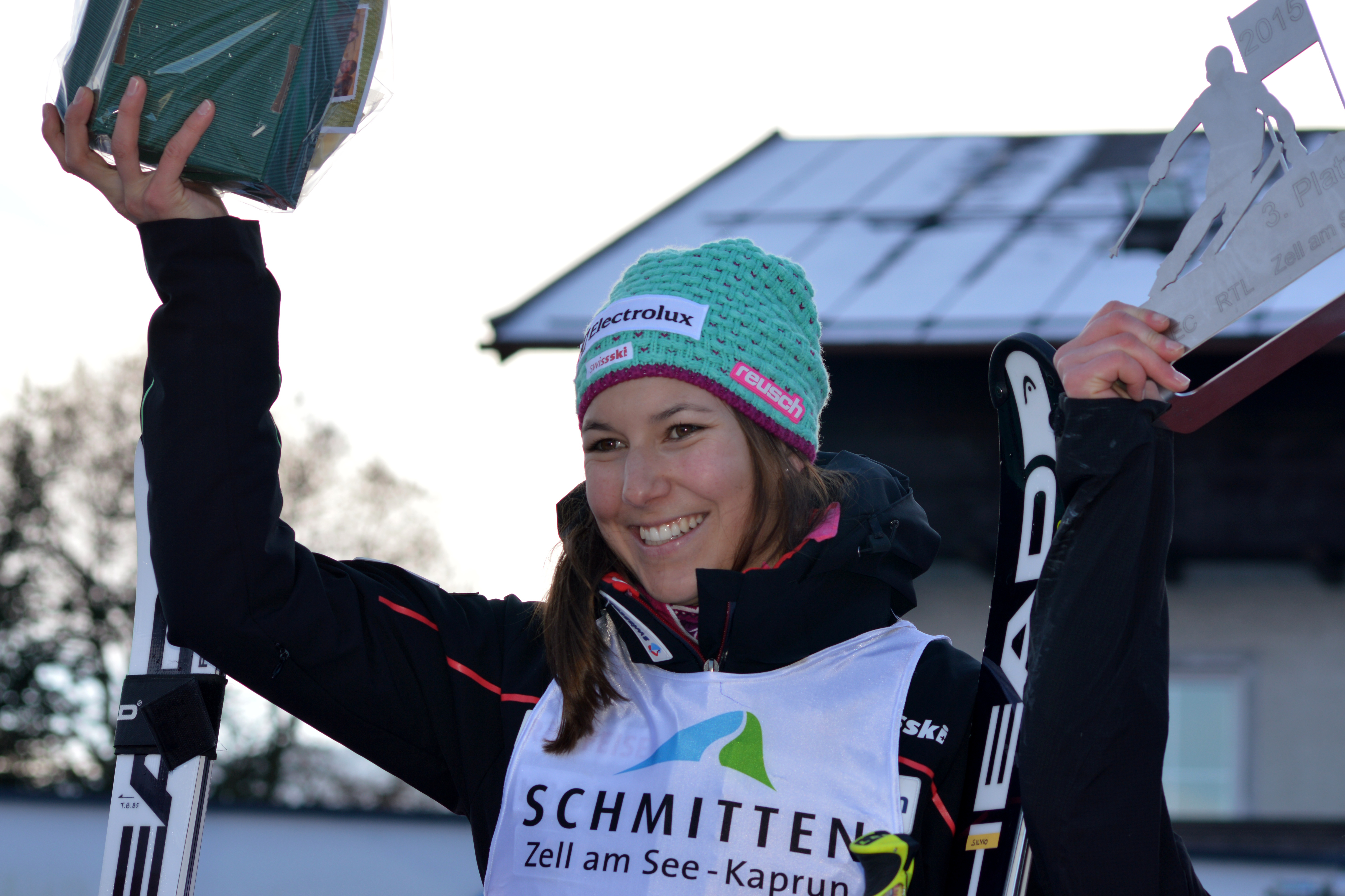
Wendy Holdener (2015)

Nachdem am 29. Dezember 2015 in Lienz ein weiterer Podestplatz dazugekommen war, konnte sich Holdener gegen Ende der Saison 2015/16 nochmals deutlich steigern. Am 23. Februar 2016 feierte sie beim City Event in Stockholm ihren ersten Weltcupsieg. Es folgten je ein zweiter Platz in der Kombination von Soldeu am 28. Februar und im Slalom von Jasná am 6. März. Eine Woche später, am 13. März gelang ihr in der Kombination von Lenzerheide der zweite Weltcupsieg. Mit diesem sicherte sie sich auch den Gewinn der Kombinations-Disziplinenwertung. Letztlich gelang ihr im Schweizer Team die Wiederholung des Vorjahrsieges im Teambewerb, diesmal am 18. März 2016 in St. Moritz vor Deutschland und Schweden.
In der Saison 2016/2017 belegte Wendy Holdener sechsmal einen Podestplatz. Zweimal erreichte Holdener den zweiten sowie viermal den dritten Rang. Der erste Slalomsieg wurde ihr aber verwehrt. Im Slalom von Squaw Valley (11. März 2017) führte die Schwyzerin nach dem ersten Lauf 2 Hundertstelsekunden vor Mikaela Shiffrin. Im zweiten Lauf schied Holdener drei Tore vor dem Ziel aus und verpasste somit ihren ersten Sieg. Es stand noch nie jemand so oft auf dem Slalompodest, ohne ein Rennen zu gewinnen.

### Weltmeisterin und Olympiasiegerin
Dank einer guten Zeit in ihrer weniger starken Disziplin, der Abfahrt, und einer starken Leistung im Slalom holte sie (mit fünf Hundertstelsekunden Vorsprung auf ihre Teamkollegin Michelle Gisin) am 10. Februar 2017 die Goldmedaille in der Alpinen Kombination bei den Heimweltmeisterschaften in St. Moritz, womit es für das Schweizer Alpin-Damenteam die erste Goldmedaille seit Sonja Nefs Riesenslalom-Gold 2001 gab. Im Slalom wurde sie nur von Mikaela Shiffrin geschlagen und gewann die Silbermedaille.
Ihre starken Leistungen setzten sich in der Saison 2017/18 fort. Fünfmal erreichte Holdener einen Podestplatz im Slalom. Bei den Olympischen Winterspielen in Pyeongchang führte sie im Slalom nach dem ersten Lauf und gewann am Ende hinter Frida Hansdotter die Silbermedaille. In der Alpinen Kombination sicherte sie sich hinter Michelle Gisin und Mikaela Shiffrin die Bronzemedaille. Im erstmals ausgetragenen Mannschaftswettbewerb gewann sie am 24. Februar im Schweizer Team (mit Denise Feierabend, Luca Aerni, Daniel Yule und Ramon Zenhäusern) die Goldmedaille. Eine Woche später, am 3. März, fuhr sie im Super-G von Crans-Montana auf den dritten Platz und erzielte damit erstmals eine Podestplatzierung in einem Speed-Rennen.
In die Saison 2018/19 startete Holdener mit soliden Ergebnissen, ohne allerdings in den ersten Rennen einen Podestplatz verbuchen zu können. Dies geschah erstmals in St. Moritz, wo sie im Parallel-Slalom auf den dritten Rang fuhr. Mit dem Slalom vom Semmering, dem City-Event von Oslo und dem Slalom von Zagreb konnte Holdener binnen einer Woche (29. Dezember, 1. und 2. Januar) drei dritte Plätze herausfahren. Neben einigen Top-10-Plätzen verpasste sie ihr erstes Riesenslalom-Podest in Maribor (2. Februar) knapp. Tags darauf stellte sie einen neuen Rekord auf, weil sie nun in 20 Spezialslaloms auf dem Podest gestanden hatte (neun zweite, elf dritte Ränge), ohne je gewonnen zu haben. Sie löste somit Hubert Strolz ab, der zwischen 1984 und 1993 im Riesenslalom 19 Mal, ohne zu gewinnen, aufs Podium fuhr. Nachdem sie im Dezember schon in St. Moritz einen elften Platz im Super G herausgefahren hatte, konnte sie das Resultat in Cortina d’Ampezzo bestätigen, als sie das Rennen als Sechste beendete und somit die WM-Qualifikationsnorm von Swiss-Ski erfüllte. Sie erhielt gegenüber Joana Hählen den Vorzug und startete als vierte Schweizerin im Super-G von Åre. Sie klassierte sich im 14. Rang. Drei Tage später, am 8. Februar, verteidigte Holdener ihren WM-Titel in der Kombination erfolgreich. Nach einem dritten Platz in der Abfahrt setzte sie sich knapp vor ihre erste Rivalin Petra Vlhová (+0,03 s), die sich nach bescheidenen Abfahrtstrainings (Ränge 40, 27 und 20) deutlich steigern konnte. Holdener ging als Topfavoritin in das Rennen, zumal sie Titelverteidigerin war und Mikaela Shiffrin nach dem Sieg im Super-G auf einen Start verzichtete. Am 12. Februar holte Holdener mit ihren Teamkollegen Aline Danioth, Daniel Yule und Ramon Zenhäusern den WM-Titel im Team. Sie und Zenhäusern gewannen alle ihre Duelle und führten die Schweiz nach dem Olympiasieg 2018 nun erstmals zu einem Team-Weltmeistertitel. Im Riesenslalom erreichte Holdener Platz 15. Zum Abschluss startete sie als eine der Favoritinnen auf den Titel im Spezialslalom. Im ersten Durchgang konnte sie sich erfolgreich an die Spitze setzen und nahm den zweiten Lauf als Letzte in Angriff. Dabei nahm sie zu grosses Risiko und beging kurz nach dem Start einen Fehler, der den 17. Schlussrang zur Folge hatte. Nach den vielen Podestplätzen ohne Sieg stand nur der Gewinn des Titels im Vordergrund, weshalb Holdener volles Risiko einging.

### Erste Slalomsiege
Als Dritte der Gesamtwertung beendete sie die Weltcupsaison 2018/19. In der Saison 2019/20 erzielte sie zweite Plätze beim Slalom in Levi und in Kranjska Gora sowie dritte Plätze bei den Riesenslaloms von Courchevel und Kranjska Gora. In den Speed-Disziplinen verbesserte sie sich weiter und wurde Dritte beim Super-G von Garmisch-Partenkirchen. In der Alpinen Kombination fuhr sie in Zauchensee auf den zweiten Platz. Bei den Vorbereitungen auf die folgende Saison zog sich Holdener eine nichtverschobene Fraktur am rechten Wadenbeinkopf zu. Pünktlich zum Saisonstart 2020/21 kehrte sie auf die Ski zurück. Im Januar 2021 fuhr Holdener das erste Mal nach ihrer Verletzung wieder auf das Podest. Im Slalom in Flachau erzielte sie den dritten Platz.
Auch die Vorbereitung auf die Saison 2021/22 verlief nicht plangemäss. Anfang Oktober brach sich Holdener im Training beide Handgelenke und musste daraufhin mehrere Wochen pausieren. Obwohl beide Hände noch einbandagiert waren, ging sie Ende November bereits wieder an den Start und fuhr im Slalom von Killington auf den dritten Platz. Anfang Januar folgte ein weiterer Podestplatz im Slalom von Kranjska Gora. Bei den Olympischen Winterspielen 2022 in Peking gewann sie die Silbermedaille in der Kombination und die Bronzemedaille im Slalom.

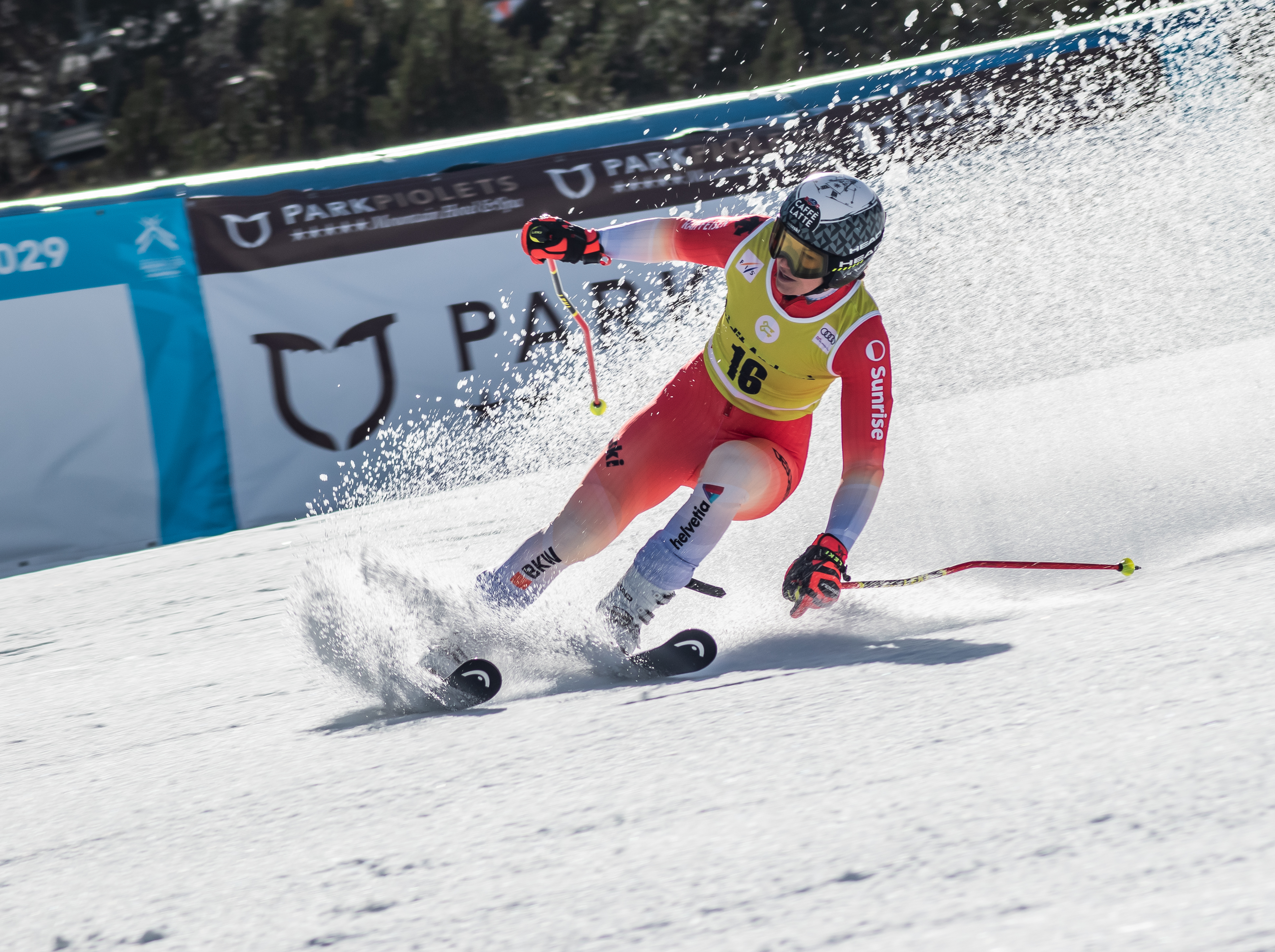
Wendy Holdener (2023)

Am 27. November 2022 gewann Holdener in Killington nach 30 Podestplätzen ohne Sieg ihr erstes Weltcuprennen im Slalom, zeitgleich mit Anna Swenn-Larsson. Im darauf folgenden Slalom in Sestriere fuhr sie erneut auf den ersten Platz. Seit Vreni Schneider im Jahr 1994 war es zuvor keiner Schweizerin mehr gelungen, zwei Slaloms in Folge zu gewinnen. Bei den Weltmeisterschaften 2023 in Méribel gewann Holdener in der Kombination und im Parallelrennen jeweils die Silbermedaille, während sie im Slalom mit bester Zwischenzeit im zweiten Lauf ausschied.
Nach einem ansprechenden Beginn der Saison 2023/24 (unter anderem mit einem dritten Platz im Slalom von Killington) zog sich Holdener Mitte Dezember 2023 bei einem Trainingssturz eine Fraktur des linken Sprunggelenks zu. Sie musste sich einer Operation unterziehen lassen und mehrere Wochen lang pausieren. Ein für Anfang März 2024 geplantes Comeback liess sie verstreichen und kehrte erst wieder zu Beginn des Weltcups 2024/25 zurück. In den Slaloms von Gurgl (4. Platz), Killington (2. Platz gemeinsam mit Anna Swenn-Larsson hinter ihrer Teamkollegin Camille Rast) und Kranjska Gora (2. Platz hinter Zrinka Ljutić) konnte sie wieder vordere Platzierungen erreichen.

### Privates
Holdener war von 2010 bis 2019 mit dem ehemaligen Skirennfahrer Nico Caprez liiert. Im Mai 2021 gab Holdener bekannt, wieder in einer Beziehung zu sein. Ihr Freund ist Unternehmer im Tourismusbereich. Im Februar 2024 starb ihr Bruder Kevin, der auch ihr Manager gewesen war, im Alter von 34 Jahren an Krebs. Die Beziehung der Geschwister thematisiert der 50-minütige Dokumentarfilm Wendy Holdener und ihr Bruder Kevin – verbunden über den Tod hinaus, der Ende Oktober 2024 vom SRF veröffentlicht wurde.

## Erfolge

### Olympische Spiele
- Pyeongchang 2018: 1. Mannschaftswettbewerb, 2. Slalom, 3. Alpine Kombination, 9. Riesenslalom
- Peking 2022: 2. Alpine Kombination, 3. Slalom, 9. Riesenslalom

### Weltmeisterschaften
- Garmisch-Partenkirchen 2011: 5. Mannschaftswettbewerb, 29. Riesenslalom
- Schladming 2013: 9. Mannschaftswettbewerb, 11. Slalom, 26. Riesenslalom
- Vail/Beaver Creek 2015: 4. Mannschaftswettbewerb, 17. Riesenslalom
- St. Moritz 2017: 1. Alpine Kombination, 2. Slalom, 4. Mannschaftswettbewerb
- Åre 2019: 1. Alpine Kombination, 1. Mannschaftswettbewerb, 14. Super-G, 14. Riesenslalom, 17. Slalom
- Cortina d’Ampezzo 2021: 4. Slalom, 4. Mannschaftswettbewerb, 7. Parallelrennen, 8. Riesenslalom
- Méribel 2023: 2. Alpine Kombination, 2. Parallelrennen, 5. Mannschaftswettbewerb, 18. Riesenslalom
- Saalbach-Hinterglemm 2025: 2. Slalom, 2. Team-Kombination, 2. Mannschaftswettbewerb, 25. Riesenslalom

### Weltcupwertungen
| Saison  | Gesamt | Gesamt | Abfahrt | Abfahrt | Super-G | Super-G | Riesenslalom | Riesenslalom | Slalom | Slalom | Kombination | Kombination | Parallel | Parallel |
| Saison  | Platz  | Punkte | Platz   | Punkte  | Platz   | Punkte  | Platz        | Punkte       | Platz  | Punkte | Platz       | Punkte      | Platz    | Punkte   |
| ------- | ------ | ------ | ------- | ------- | ------- | ------- | ------------ | ------------ | ------ | ------ | ----------- | ----------- | -------- | -------- |
| 2010/11 | 89.    | 43     | 49.     | 1       | –       | –       | –            | –            | 38.    | 26     | 27.         | 16          | –        | –        |
| 2011/12 | 67.    | 84     | –       | –       | –       | –       | –            | –            | 31.    | 60     | 19.         | 24          | –        | –        |
| 2012/13 | 20.    | 359    | –       | –       | –       | –       | 42.          | 14           | 6.     | 334    | 33.         | 11          | –        | –        |
| 2013/14 | 29.    | 234    | –       | –       | –       | –       | 35.          | 26           | 10.    | 186    | 12.         | 22          | –        | –        |
| 2014/15 | 22.    | 312    | –       | –       | 52.     | 4       | 46.          | 6            | 8.     | 266    | 7.          | 36          | –        | –        |
| 2015/16 | 6.     | 817    | –       | –       | 45.     | 7       | 30.          | 51           | 3.     | 561    | 1.          | 198         | –        | –        |
| 2016/17 | 8.     | 692    | –       | –       | 53.     | 4       | 22.          | 93           | 3.     | 455    | 3.          | 140         | –        | –        |
| 2017/18 | 2.     | 1168   | 39.     | 18      | 22.     | 92      | 8.           | 203          | 2.     | 705    | 1.          | 150         | –        | –        |
| 2018/19 | 3.     | 1079   | 40.     | 4       | 22.     | 80      | 7.           | 254          | 3.     | 681    | 3.          | 60          | –        | –        |
| 2019/20 | 6.     | 791    | 38.     | 24      | 15.     | 111     | 6.           | 234          | 4.     | 260    | 2.          | 125         | 13.      | 37       |
| 2020/21 | 10.    | 535    | –       | –       | 27.     | 47      | 22.          | 62           | 5.     | 415    | –           | –           | 20.      | 11       |
| 2021/22 | 14.    | 513    | 46.     | 6       | 25.     | 76      | 25.          | 74           | 5.     | 357    | –           | –           | –        | –        |
| 2022/23 | 7.     | 858    | –       | –       | 24.     | 74      | 17.          | 129          | 2.     | 655    | –           | –           | –        | –        |
| 2023/24 | 57.    | 135    | –       | –       | –       | –       | 41.          | 21           | 21.    | 114    | –           | –           | –        | –        |

### Weltcupsiege
- 52 Podestplätze in Einzelrennen, davon 5 Siege:

| Nr. | Datum               | Ort         | Land     | Disziplin         |
| --- | ------------------- | ----------- | -------- | ----------------- |
| 1.  | 23. Februar 2016    | Stockholm   | Schweden | City Event        |
| 2.  | 13. März 2016       | Lenzerheide | Schweiz  | Super-Kombination |
| 3.  | 26. Januar 2018     | Lenzerheide | Schweiz  | Super-Kombination |
| 4.  | 27. November 2022 * | Killington  | USA      | Slalom            |
| 5.  | 11. Dezember 2022   | Sestriere   | Italien  | Slalom            |

* zeitgleich mit  Anna Swenn-Larsson
- 6 Podestplätze bei Mannschaftswettbewerben, davon 4 Siege

### Europacup
- Saison 2019/20: 10. Super-G-Wertung
- 7 Podestplätze, davon 2 Siege:

| Nr. | Datum           | Ort            | Land       | Disziplin    |
| --- | --------------- | -------------- | ---------- | ------------ |
| 1.  | 10. Januar 2013 | Melchsee-Frutt | Schweiz    | Slalom       |
| 2.  | 22. Januar 2015 | Zell am See    | Österreich | Riesenslalom |

### Juniorenweltmeisterschaften
- Mont Blanc 2010: 5. Abfahrt, 15. Kombination, 31. Super-G, 36. Slalom, 41. Riesenslalom
- Crans-Montana 2011: 1. Kombination, 2. Abfahrt, 3. Riesenslalom, 4. Slalom
- Québec 2013: 2. Mannschaft, 7. Slalom, 14. Riesenslalom

### Weitere Erfolge
- 11 Schweizer Meistertitel (Super-Kombination 2012 und 2014; Riesenslalom 2014 und 2018; Slalom 2013, 2014, 2016, 2018, 2019 und 2022; Kombination 2017)
- 3 Podestplätze im Nor-Am Cup
- 1 Sieg im Australia New Zealand Cup
- 9 Siege in FIS-Rennen

## Auszeichnungen
- 2017: Schweizer Sportlerin des Jahres